# Notropis mekistocholas
Notropis mekistocholas è un pesce osseo d'acqua dolce appartenenti alla famiglia Cyprinidae.

## Distribuzione e habitat

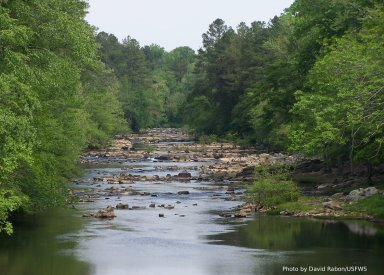
Rochy River, uno dei fiumi popolati da N. mekistocholas

Questa specie è endemica della Carolina del Nord (Nordamerica), nell'alto corso del fiume Cape Fear e dei suoi affluenti, dove abita acque a fondo roccioso o sabbioso.

## Descrizione
Presentano un corpo sottile e allungato, idrodinamico, con pinne corte triangolari e coda bilobata. La livrea ha un colore di fondo grigio argenteo con riflessi dorati, mentre una fascia nera attraversa l'intero corpo del pesce, dall'occhio al peduncolo caudale. Le pinne sono trasparenti, con riflessi giallo dorati.

Raggiunge una lunghezza massima di 7,7 cm.

## Riproduzione
È specie ovipara, non forma legami di coppia, limitandosi alla riproduzione nel contesto del banco. Le uova sono abbandonate dai geniutori, senza alcuna cura parentale.

## Alimentazione
Si nutre esclusivamente di detriti vegetali e piante acquatiche.

## Acquariofilia
Non diffuso nel commercio acquariofilo europeo, è allevato solamente da appassionati americani ed europei.